# يوري روبنيك
يُوري روبنيك (بالسلوفينية: Jure Rupnik)‏ هو دراج سلوفيني، ولد في 28 أكتوبر 1993.